# Leif "Pepparn" Pettersson
Leif Einar Valdemar "Pepparn" Pettersson, født 29. juni 1953 i Lindesberg, død 28. maj 1988 i Forsa i Hälsingland, var en svensk harmonikaspiller. Allerede i en alder af fire begyndte han at spille harmonika, men inden han blev fuldtidsmusiker arbejdede han som pladearbejder og skovarbejder. I løbet af 1970'erne havde han sin storhedstid og turnerede over hele Sverige med forskellige bands, herunder gruppen Upplänningarna, og lavede også en række store optrædener i Norge.
Han brød igennem i 1972 i Bosse Larssons tv-program Nygammalt og blev nationalt kendt natten over. I dag er han en kultfigur i harmonika-kredse i både Sverige og Norge. Ved flere lejligheder optrådte han i tv-programmer, herunder SVTs Nygammalt. Ved indvielsen af verdensmesterskabet i 1974 i Vesttyskland optrådte han som en repræsentant for Sverige sammen med Family Four og to spillere i showet.

## Diskografi
- 1973 - Hello Mary Lou (singel)
- 1973 - Pepparns Svänggäng
- 1973 - Nää, Nu Jäsicken! (med Ebbe Jularbo og Skäggisarna)
- 1974 - Spelar Jularbo (med Ebbe Jularbo)
- 1976 - Nu Brinner Det I Spelet (med Ebbe Jularbo)
- 1977 - Till Dansen (med Ebbe Jularbo og Britt-Marie Swing)
- 1981 - Pepparn, Älgen Och Bälgen & Zigges Zydeco Band